# Santiago Mexquititlán Barrio 4to.
Santiago Mexquititlán Barrio 4to. är en ort i Mexiko.   Den ligger i kommunen Amealco de Bonfil och delstaten Querétaro Arteaga, i den sydöstra delen av landet, 120 km nordväst om huvudstaden Mexico City. Santiago Mexquititlán Barrio 4to. ligger 2 396 meter över havet och antalet invånare är 1 186.
Terrängen runt Santiago Mexquititlán Barrio 4to. är kuperad söderut, men norrut är den platt. Runt Santiago Mexquititlán Barrio 4to. är det ganska tätbefolkat, med 111 invånare per kvadratkilometer. Närmaste större samhälle är Temascalcingo de José María Velazco, 17,6 km söder om Santiago Mexquititlán Barrio 4to.. I omgivningarna runt Santiago Mexquititlán Barrio 4to. växer huvudsakligen savannskog.